# بروساپورتو
بروساپورتو (به ایتالیایی: Brusaporto) یک کومونه در منطقه ی لمباردی ایتالیا است که در 50 کیلومتری شمال شرقی میلان و حدود 9 کیلومتری در جنوب شرقی برگامو در استان برگامو واقع شده‌است.

## خصوصیات
بروساپورتو ۵٫۰ کیلومترمربع مساحت و ۴٬۶۱۱ نفر جمعیت دارد و ۲۵۵ متر بالاتر از سطح دریا واقع شده‌است.